# Psychoda plaesia
Psychoda plaesia és una espècie d'insecte dípter pertanyent a la família dels psicòdids que es troba a les illes Ogasawara i Carolines.